# Arnarstapi

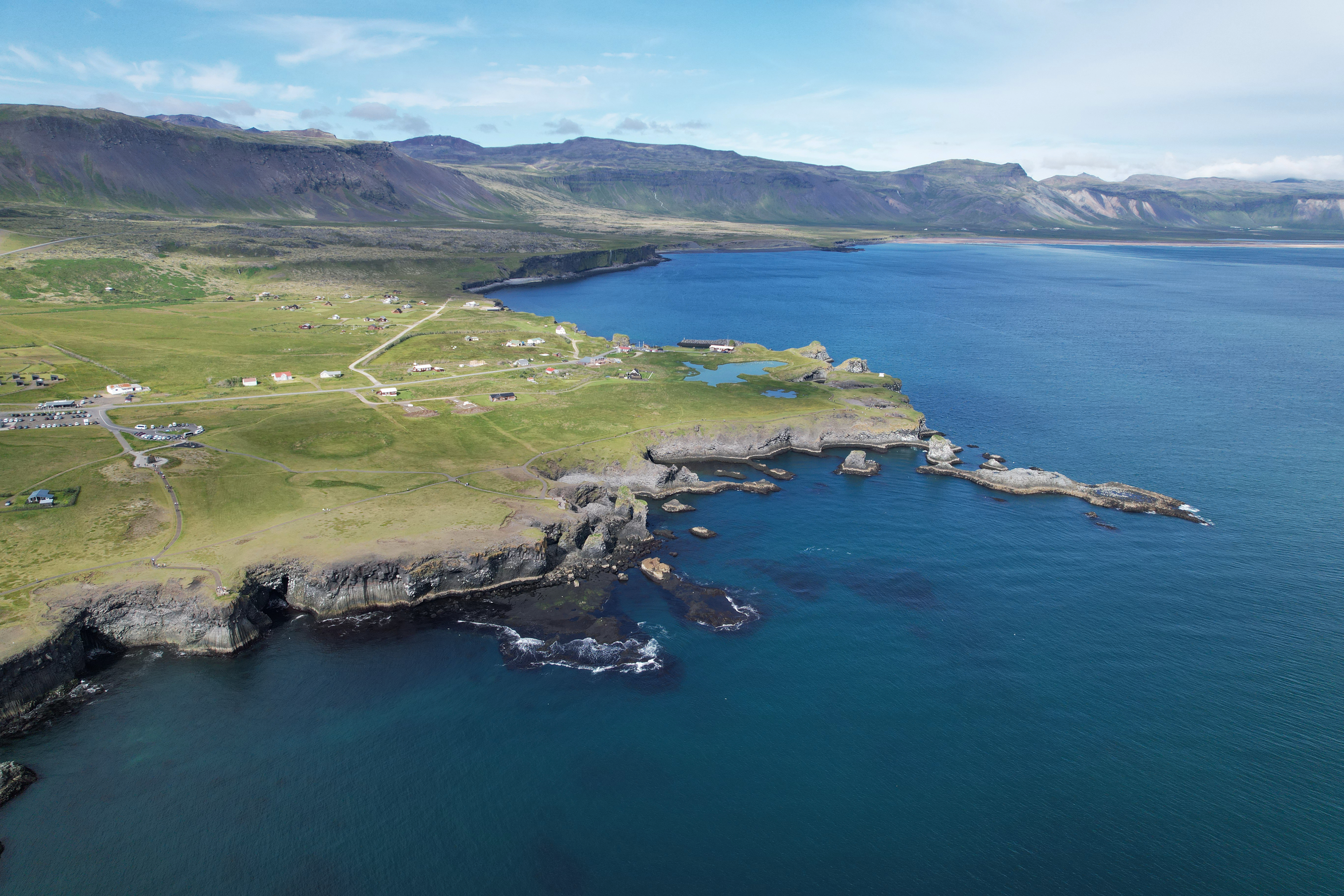
Arnarstapi.

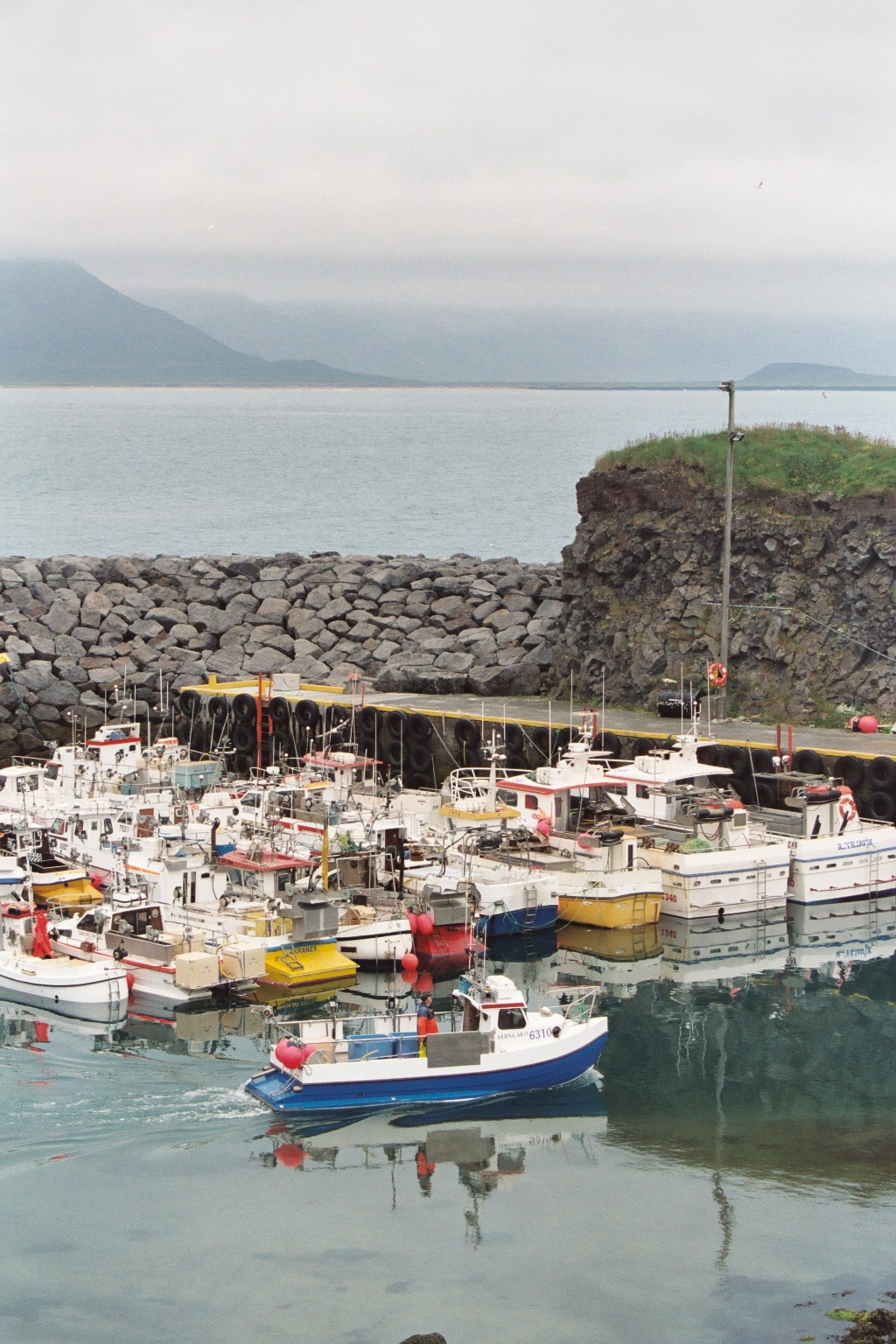
Arnarstapis hamn.

Arnarstapi är en liten fiskeby på halvön Snæfellsnes, Island. Byn är belägen strax söder om Snæfellsjökull.